# Porto Recanati
Porto Recanati – miejscowość i gmina we Włoszech, w regionie Marche, w prowincji Macerata.
Według danych na rok 2004 gminę zamieszkiwało 9469 osób, 557 os./km².
W miejscowości jest stacja kolejowa Porto Recanati.

## Współpraca
- Kronberg im Taunus, Niemcy
- Mar del Plata, Argentyna